# Helena Monteiro
Helena Monteiro, född 7 februari 1998 i Portugal, är en volleybollspelare (center). Hon spelar i Portugals landslag och deltog med dem i  EM 2019.
På klubbnivå har hon spelat för Leixões SC (2021-), Porto Vólei (2019-2021), Castêlo da Maia GC (2018-2019), Leixões SC (2015-2018) och Boavista FC (2014-2015).